# Luis Ramón Marín
Luis Ramón Marín (1884-1944) fue un fotógrafo español considerado uno de los primeros reporteros gráficos en la historia de la fotografía en España.

## Biografía
Marín aprendió el oficio en el estudio que Amador Cuesta tenía en la Puerta del Sol, donde también se habían formado otros fotógrafos madrileños. En 1899, a la edad de quince años, había entrado en este estudio como aprendiz Alfonso Sánchez García, con quien Marín mantuvo durante toda su vida una estrecha amistad.
A los dieciséis años obtuvo el título de perito agrícola, ingresando pocos años más tarde como funcionario en la Dirección General de Agricultura, Minas y Montes. Comenzó a trabajar como fotógrafo en el año 1908, con veinticuatro años. Desarrolló la mayor parte de su actividad en Madrid, aunque muchos de los reportajes que hizo a lo largo de su vida le llevaron a trabajar en otras provincias españolas.
En el primer tercio del siglo XX estuvo considerado entre los mejores reporteros gráficos españoles junto a Alfonso Sánchez García, José María Díaz Casariego y Pepe Campúa que estuvieron trabajando en equipo en la publicación Mundo Gráfico pero sin embargo su obra sobre la guerra civil estuvo oculta más de sesenta años.
Tras la guerra civil española no pudo volver a ejercer de reportero gráfico por lo que se retiró de esta actividad.